# باغجغاز عليا
باغجغاز عليا هي قرية في مقاطعة ميانة، إيران. عدد سكان هذه القرية هو 306 في سنة 2006.